# Juan José Viamonte
Juan José Viamonte (ou Viamont) (Buenos Aires, 9 de fevereiro de 1774 – Montevidéu, 31 de março de 1843) foi um militar e político argentino.
Participou da luta contra as Invasões Britânicas, no processo político da Revolução de Maio, na Guerra da Independência da Argentina e nas guerras civis argentinas.